# Bradley’s Beat
Bradley’s Beat- мини-альбом британского электронного музыканта Ричарда Дэвида Джеймса, выпущенный им под псевдонимом Bradley Strider на своём лейбле Rephlex Records в 1995 году.Мини-альбом часто не входил в каталог релизов лейбла Rephlex Records, однако считается одним из самых важных релизов для лейбла

## Музыка
Сайт Pitchfork в своей статье о 10 важнейших релизов Ричарда Дэвида Джеймса назвал музыку с данного EP «прекрасным примером продюсерского пути с жестким, но очень перкуссионным техно, наполненным странными шумами, скребущими между пробелами. Металлический оттенок бита и странно настроенные струнные предполагают звучание где-то между индонезийским гамеланом, Таинственными звуками японской бамбуковой флейты Ватазумидо-Шусо и западноафриканской корой, все это смешано с особыми танцевальными чувствами RDJ»

## Критический приём
Сайт Album of the year оценил мини-альбом на 60 баллов из 100 возможных на основе 40 оценок пользователей сайта
Сайт Rate Your Music дал пластинке оценку в 2.86 из 5 возможных баллов на основе 440 обзоров

## Трек лист
| №                   | Название                    | Длительность |
| ------------------- | --------------------------- | ------------ |
| 1.                  | «Bradley's Beat (Part One)» | 6:10         |
| 2.                  | «Bradley's Beat (Part Two)» | 4:43         |
| Общая длительность: | Общая длительность:         | 10:53        |